# Rhinoceros (canción)
«Rhinoceros» es una canción interpretada por The Smashing Pumpkins (en aquel tiempo llamados "Smashing Pumpkins", sin The) perteneciente a su primer álbum, Gish. Fue escrita por Billy Corgan y es una de las pocas canciones de Gish que ha sido tocada en vivo regularmente a lo largo de la carrera de la banda.
Esta canción sería una de las que definiría el sonido general de la banda.
En vez de ser lanzada como sencillo, Rhinoceros apareció como la primera pista del EP Lull, a veces considerado (incluso admitido por Corgan) como el single de Rhinoceros.

## Video musical
Se grabó un vídeo para esta canción, y es uno de los primeros de la banda; fue dirigida por Angela Conway, quien también dirigió Siva. Hay tres partes principales en el vídeo.
El primero es el material filmado en el escenario de sonido con los miembros de la banda "con cara de aburridos" y tocando la guitarra. En una parte de estas escenas, D'Arcy está jugando con una pelota de ping pong blanco, que parece flotar, un efecto que se logró mediante la filmación de la escena a cámara lenta y luego correr hacia atrás. Es una de las escenas más conocidas del vídeo.
Corgan ha comentado en el DVD del vídeo que el plan original para este iba a tener estas escenas filmadas en una habitación roja muy pequeña, tan pequeña que los miembros de la banda tenían que estar constantemente en la parte superior del otro lado. Esta idea fue inspirada en parte por el video musical de Close to Me de la banda de rock gótico The Cure. Cuando llegaron al set para la grabación del video, se les dio una habitación de color púrpura muy grande, así que en vez de estar todos apretados juntos, la banda se trasladó tan lejos el uno del otro como pudieron.
También hay material en vivo de un show pequeño en un club de Londres. Esta  clip no funcionó como estaba previsto por lo que sólo se muestra cerca del final del video, comenzando con el solo de guitarra. El tercer tipo de material utilizado en el vídeo se compone de fotografías de la banda en el Hyde Park de Londres. Los cuatro miembros de la banda tomaron una cámara de vídeo en el parque y se filmaron en varias poses para compensar las imágenes de videos que no les convencieron para el vídeo musical.
- Datos: Q3186244